# Char'kov (cacciatorpediniere)
Il Char'kov fu un cacciatorpediniere conduttore della Voenno-morskoj flot, entrato in servizio nel novembre 1938 come seconda unità della classe Leningrad.
Assegnata alla Flotta del Mar Nero, a partire dal giugno 1941 l'unità fu intensamente impegnata nell'ambito del teatro del Mar Nero della seconda guerra mondiale, partecipando a svariate operazioni come il raid su Costanza e l'assedio di Odessa nel 1941, l'assedio di Sebastopoli nel 1941-1942 e le operazioni di sbarco a Novorossijsk nel 1943.
Il 6 ottobre 1943, mentre con altri due cacciatorpediniere rientrava da una missione di bombardamento costiero a sud della Crimea, il Char'kov finì sotto l'attacco di bombardieri in picchiata tedeschi Junkers Ju 87, finendo affondato insieme ai suoi due compagni.

## Storia

### Entrata in servizio e prime operazioni
Ordinata nell'ambito del primo piano quinquennale del 1928, la nave fu impostata il 19 ottobre 1932 al Cantiere navale No. 198 (Marti) di Nikolaev con numero di scalo 223, venendo quindi varata il 9 settembre 1934 con il nome di Char'kov in onore dell'omonima città all'epoca capitale provvisoria della Repubblica Socialista Sovietica Ucraina; trainata al Cantiere navale No. 201 di Sebastopoli per gli ultimi lavori di allestimento, la nave entrò quindi in servizio il 19 novembre 1938, venendo assegnata in forza alla Flotta del Mar Nero
Designata come nave ammiraglia della 3ª Divisione del "Distaccamento delle Forze Leggere" a partire dal maggio 1940, fu varie volte impegnata in esercitazioni militari nel bacino del Mar Nero. In vista di un possibile conflitto con il Regno di Romania, il Char'kov fu impegnato, tra il 4 e il 19 giugno 1941 la nave partecipò a una vasta esercitazione anfibia con i reparti terrestri del 9º Corpo fucilieri speciale dell'Armata Rossa, lungo la costa occidentale della Crimea vicino Tendra; il cacciatorpediniere rientrò quindi a Sebastopoli il 21 giugno.
Dopo l'inizio dell'invasione tedesca dell'Unione Sovietica il 22 giugno 1941, le unità della Flotta del Mar Nero uscirono da Sebastopoli per stendere campi minati difensivi la mattina del 23 giugno. Il giorno seguente il Char'kov e i cacciatorpediniere Smyshleny e Bespoŝadnyj diressero verso la zona del delta del Danubio per fornire supporto ai monitori sovietici dopo la notizia di un'avvenuta sortita di unità navali romene dal porto di Costanza; i tre cacciatorpediniere bombardarono postazioni romene sull'Isola dei Serpenti, supportarono alcune piccole operazioni anfibie, e posarono e dragarono mine nella zona prima di fare ritorno a Sebastopoli il 25 giugno, senza aver ingaggiato le unità navali romene.

### Il raid su Costanza
Le unità della Flotta del Mar Nero ricevettero quindi il compito di interrompere le linee di approvvigionamento dell'Asse bombardando il porto di Costanza e i suoi depositi di carburante. L'operazione venne fissata per le 05:00 del 26 giugno, preceduta un'ora prima da un attacco aereo di mezz'ora da parte dei velivoli dell'aviazione della flotta; il cannoneggiamento sarebbe stato portato a termine dal Char'kov e dai cacciatorpediniere Soobrazitelny e Smyshleny, mentre l'incrociatore Vorošilov e il cacciatorpediniere Moskva sarebbero rimasti in appoggio al largo. Per evitare attacchi aerei da parte dei velivoli dell'Asse, le unità sovietiche lasciarono Sebastopoli alle 18:00 del 25 giugno per avvicinarsi a Costanza con il favore del buio; poco dopo aver lasciato il porto, tuttavia, le unità furono richiamate indietro per ordine del viceammiraglio Nikolaj Gerasimovič Kuznecov, ministro della Marina: il piano venne cambiato e il bombardamento venne affidato ai due cacciatorpediniere conduttore Moskva e Char'kov, mentre il Vorošilov e i due cacciatorpediniere sarebbero rimasti in supporto al largo. Moskva e Char'kov lasciarono quindi Sebastopoli alle 20:10, dirigendo inizialmente su Odessa come misura diversiva per poi cambiare rotta in direzione della loro destinazione finale un'ora più tardi, seguiti a distanza dal gruppo di supporto.
La mattina del 26 giugno il Moskva e il Char'kov aprirono il fuoco sul porto di Costanza come concordato, sebbene il raid aereo preliminare non avesse avuto luogo. I due cacciatorpediniere spararono in totale 350 colpi di grosso calibro da una distanza di 20 chilometri in direzione dei depositi di carburante e della stazione ferroviaria, facendo saltare in aria un treno carico di munizioni e causando gravi danni. Dopo dieci minuti di bombardamento le due unità iniziarono la manovra di sganciamento, ma furono ingaggiati da una batteria di artiglieria costiera tedesca e dai cacciatorpediniere romeni NMS Regina Maria e NMS Mărăști da una distanza compresa tra gli 11 e i 16 chilometri; poco dopo l'inizio dello scontro, il Moskva urtò una mina e affondò nel gio di pochi minuti.
Il Char'kov si ritirò dall'azione, dopo aver subito alcuni danni dal fuoco dell'artiglieria costiera e dopo che il suo timone era stato brevemente messo fuori uso dall'esplosione ravvicinata di una bomba sganciata da un velivolo tedesco; alle 06:43 il cacciatorpediniere subì anche un attacco di fuoco amico da parte del sommergibile sovietico Shch-206, che gli lanciò contro un siluro mancandolo.

### Gli assedi di Odessa e Sebastopoli
Il Char'kov rimase in riparazione fino al 18 luglio 1941; nel giorni seguenti, in squadra con l'incrociatore Komintern e i cacciatorpediniere Smyshlennyy, Bodry e Shaumyan e altre unità minori, la nave coprì la ritirata delle imbarcazioni della Flottiglia del Danubio sovietica a Odessa. Il Char'kov compì quindi vari bombardamenti costieri delle postazioni tedesche durante gli eventi dell'assedio di Odessa, per poi scortare i convogli di evacuazione della guarnigione sovietica nel corso di ottobre 1941.
Nel corso della seguente battaglia di Crimea, il cacciatorpediniere fornì fuoco d'appoggio e contribuì a evacuare unità sovietiche rimaste tagliate fuori dall'avanzata tedesca nella penisola; con l'avvio dell'assedio di Sebastopoli, il Char'kov fu varie volte chiamato a scortare i convogli di rifornimento in città dai porti del Caucaso: tra il 7 e il 13 dicembre il cacciatorpediniere aiutò a trasportare i reparti della 388ª Divisione fucilieri da Novorossijsk e Tuapse, seguiti dai reparti della 79ª Brigata fucilieri navali il 19-20 dicembre e da quelli della 354ª Divisione fucilieri tra il 21 e il 22 dicembre, bombardando nel mentre le postazioni tedesche attorno a Sebastopoli.
Tra il febbraio e il giugno 1942 il Char'kov fu quasi costantemente impegnato nella zona di Sebastopoli, bombardando le postazioni tedesche, trasportando in città truppe e rifornimenti ed evacuando soldati feriti e civili durante i viaggi di ritorno; durante una di queste missioni, il 18 giugno il timone del cacciatorpediniere fu messo fuori uso da una bomba di un velivolo tedesco, e il Char'kov dovette essere trainato in porto dal cacciatorpediniere Tashkent.

### Ultime operazioni
Dopo le necessarie riparazioni, il Char'kov tornò in azione bombardando le postazioni dell'Asse vicino Feodosia nella notte tra il 2 e il 3 agosto 1942 insieme all'incrociatore Molotov. Mentre rientravano alla base, le due unità sovietiche furono attaccate dai MAS italiani MAS-573 e MAS-568 e da alcuni aerosiluranti tedeschi a sud-ovest di Kerč': il MAS-568 riuscì a colpire il Molotov con un siluro provocando gravissimi danni a poppa, mentre il Char'kov fu leggermente danneggiato da alcune cariche di profondità sganciate dalle unità italiane in fase di disimpegno.
Successivamente, il cacciatorpediniere fornì fuoco d'appoggio ai reparti sovietici che difendevano Novorossijsk tra il 1º e il 4 settembre; tra l'8 e l'11 settembre il cacciatorpediniere trasportò truppe da Poti a Tuapse e Gelendžik, e il mese seguente traghettò 12.600 soldati da Poti a Tuapse tra il 20 e il 23 ottobre per rinforzare la città minacciata dall'avanzata tedesca verso il Caucaso.
Il 29 novembre 1942 il cacciatorpediniere scortò l'incrociatore Vorošilov durante una missione di bombardamento di Feodosia, mentre nella notte tra il 19 e il 20 dicembre cannoneggiò per conto proprio le postazioni dell'Asse attorno a Jalta. Nella notte del 4 febbraio 1943 le forze sovietiche lanciarono una serie di operazioni anfibie dietro le linee tedesche nella zona di Novorossijsk: il Char'kov, in squadra con gli incrociatori Krasnyj Kavkaz e Krasnyj Krym e i cacciatorpediniere Bespoŝadnyj e Soobrazitelny fornì appoggio di fuoco allo sbarco principale nella zona di Južnaja Ozerejka, anche se le unità sovietiche scese a terra furono sconfitte e annientate entro il 6 febbraio seguente. Il Char'kov bombardò di nuovo le posizioni tedesche a Novorossijsk nella notte tra il 21 e il 23 febbraio, per poi cannoneggiare Anapa nella notte tra il 13 e il 14 maggio e quindi Feodosia nella notte tra il 22 e il 23 maggio.
La notte tra il 5 e il 6 ottobre 1943 il Char'kov, in squadra con i cacciatorpediniere Bespoŝadnyj e Sposobny, bombardò le postazioni dell'Asse a Jalta, Alušta e Feodosia. Sulla via del rientro la formazione sovietica finì sotto ripetuti attacchi da parte di bombardieri in picchiata tedeschi Junkers Ju 87 "Stuka" del III./Sturzkampfgeschwader 3: il Char'kov fu danneggiato e immobilizzato nel corso della prima incursione, venendo preso a rimorchio dallo Sposobny; una seconda incursione danneggiò tutte e tre le unità sovietiche e immobilizzò il Bespoŝadnyj, obbligando lo Sposobny ad alternarsi nel trainare entrambe le unità. Il terzo attacco dei velivoli tedeschi si rivelò infine letale tanto per il Char'kov che per il Bespoŝadnyj, entrambi centrati e colati a picco; lo Sposobny, fermatosi a recuperare i naufraghi di entrambi i suoi compagni, fu a sua volta centrato a colato a picco da una quarta incursione aerea tedesca. La perdita in un sol colpo di tante unità portò Stalin a ordinare di non impiegare più in azione unità delle dimensioni di cacciatorpediniere e incrociatore senza un suo esplicito ordine in tal senso.